# Los Corrales de Buelna
Los Corrales de Buelna é um  município da Espanha na comarca de Besaya, província e comunidade autónoma da Cantábria. Tem 45,3 km² de área e em 2021 tinha 10 703 habitantes (densidade: 236,3 hab./km²).

## Demografia
| Variação demográfica do município entre 1991 e 2004 [carece de fontes?] | Variação demográfica do município entre 1991 e 2004 [carece de fontes?] | Variação demográfica do município entre 1991 e 2004 [carece de fontes?] | Variação demográfica do município entre 1991 e 2004 [carece de fontes?] |
| ----------------------------------------------------------------------- | ----------------------------------------------------------------------- | ----------------------------------------------------------------------- | ----------------------------------------------------------------------- |
| 1991                                                                    | 1996                                                                    | 2001                                                                    | 2004                                                                    |
| 9898                                                                    | 10289                                                                   | 10798                                                                   | 10825                                                                   |